# اخلاق سری رانگا
اخلاق سری رانگا 
(به تلوگویی: Sri Ranga Neethulu) فیلمی محصول سال ۱۹۸۳ و به کارگردانی ای. کوداندارامی ردی رائو است. در این فیلم بازیگرانی همچون آکنینی ناگیشور رائو، سری دوی، ویجی شانتی، چاندرا موهان ایفای نقش کرده‌اند.